# Варзари (Бихор)
Варзари (рум. Vărzari) насеље је у Румунији у округу Бихор у општини Попешти. Oпштина се налази на надморској висини од 235 m.

## Становништво
Према подацима из 2002. године у насељу је живело 338 становника.

### Попис2002.
| Расподела становништва по националности 2002.‍ | Расподела становништва по националности 2002.‍ | Расподела становништва по националности 2002.‍ | Расподела становништва по националности 2002.‍ | Расподела становништва по националности 2002.‍ |
| --------------------------------------------- | --------------------------------------------- | --------------------------------------------- | --------------------------------------------- | --------------------------------------------- |
|                                               |                                               |                                               |                                               |                                               |
| Румуни                                        | Румуни                                        |                                               | 81                                            | 24,0%                                         |
| Мађари                                        | Мађари                                        |                                               | 18                                            | 5,3%                                          |
| Словаци                                       | Словаци                                       |                                               | 238                                           | 70,6%                                         |